# Distrito de Manás

Provincia de Cajatambo en el Departamento de Lima

El Distrito de Manás es uno de los cinco distritos de la Provincia de Cajatambo, ubicada en el Departamento de Lima, bajo la administración del Gobierno Regional de Lima-Provincias, Perú.
Dentro de la división eclesiástica de la Iglesia Católica del Perú, pertenece a la diócesis de Huacho

## Historia
Fue creado mediante Ley Regional n.º 457 del 22 de enero de 1921, en el gobierno del Presidente Augusto Leguía.

## Geografía
Tiene una superficie de 279,04 km² y está ubicado sobre los 2400 m s. n. m. Su capital es el centro poblado de Manás.

## División administrativa

### Centros poblados
- Urbanos
  - Manás, con 213 hab.
  - Cahua, con 328 hab.
- Rurales

## Autoridades

### Municipales
- 2023 - 2026: Alcalde distrital de Manas Sr. Abog. JOHEL IVAN GRACIANO ARCE.
- 2019-2022
  - Alcalde: Edson Saúl Loli Arredondo
  - Regidores:
- 2015-2018[2]
  - Alcalde: Justino Antonio Calderón Huasupoma, Partido Alianza para el Progreso (APP).
  - Regidores: Pedro Velis Humberth Alva (APP), Evelyn Cynthia Portilla Illescas (APP), Yina Carol Acuña Huasupoma (APP), Wilder Jefferson Quispe Illescas (APP), Ángel Pricilo Pacheco Portilla (Patria Joven).
- 2011-2014[3]
  - Alcalde: Edson Saúl Loli Arredondo,  Movimiento Concertación para el Desarrollo Regional (CDR).[4]
  - Regidores: Eusebio Alejandro Quispe Pacheco (CDR), Felísita Yolanda Lagos Navarrete (CDR), Walter Yrwin Huasupoma Huasupoma (CDR), Margarita Regina Gómez Calderón (CDR), Álex Gustavo Quiroz Caldas (Fuerza 2011).
- 2007-2010[5]
  - Alcalde: Edson Saúl Loli Arredondo, Organización independiente Los Ecológicos (LE).
  - Regidores: Eusebio Alejandro Quispe Pacheco (LE), Felísita Yolanda Lagos Navarrete (LE), Walter Yrwin Huasupoma Huasupoma (LE), Margarita Regina Gómez Calderón (LE), Soane Jaime Huasupoma Arredondo (Coordinadora Nacional de Independientes).
- 2003-2006
  - Alcalde: Edwin Manuel Loli Arredondo, Movimiento Plan y Desarrollo.
- 1999-2002
  - Alcalde: Roberto Donato Guerrero De la Cruz, Movimiento independiente Somos Perú.
- 1996-1998
  - Alcalde: Manuel Apolinario Portilla Orellana, Lista independiente N.º 5 Somos Cajatambo.
- 1993-1995
  - Alcalde: Roberto Donato Guerrero De la Cruz, Lista independiente N.º 7 Cambio 93.

### Policiales
- Comisaría  
  - Comisario: Mayor PNP  .

### Religiosas
- Diócesis de Huacho[6]
  - Obispo de Huacho: Mons. Antonio Santarsiero Rosa, OSI.
- Parroquia[7]
  - Párroco: Pbro.  .